# Cima Sebolet
La Cima Sebolet (3023 m) è una montagna delle Alpi Cozie, situata a cavallo delle valli Varaita e Maira, in provincia di Cuneo.

## Caratteristiche

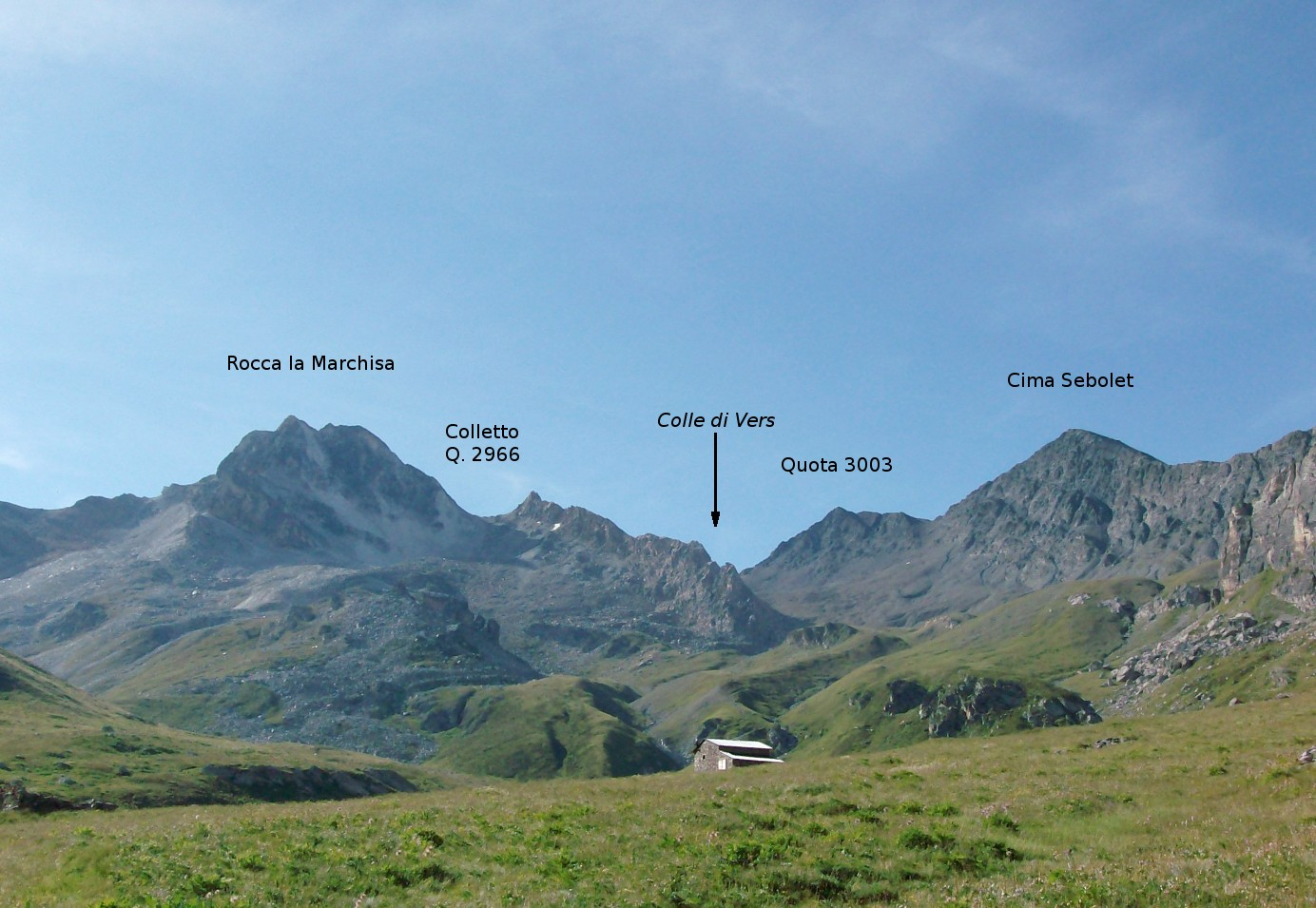
Testata della valle di Traversagn con Rocca la Marchisa, la quota 3003 e la cima Sebolet

Si trova sul confine dei territori comunali di Bellino in valle Varaita, e di Acceglio in valle Maira.
La montagna sorge sulla dorsale secondaria che si distacca dallo spartiacque alpino principale in corrispondenza del monte Maniglia e separa la valle Varaita dalla valle Maira. La dorsale giunge dal vicino monte Faraut, da dove procede in direzione circa est-sud-est fino al monte Reghetta; sui piega verso est fino ad un avvallamento a quota 2834, dove piega decisamente a sud-est risalendo alla vetta del monte Sebolet; da qui, di nuovo con direzione est-sud-est, la dorsale scende ad un colleto a quota 2950, poi raggiunge la quota 3003, dove volge a nord-est scendendo al colle di Vers (2862 m), da dove prosegue verso la Rocca la Marchisa (3072 m). Dalla vetta dirama un costone non molto pronunciato, la costa di Pratolungo, che scende in direzione sud-ovest verso il fondovalle del vallone di Traversiere. Dalla quota 3003 dirama in direzione sud-sud-est un costone più evidente, la costa Sebolet, che scende verso il vallone di Traversiera separando il vallone del rio Verzio ad est da quello del rio Mollasco ad ovest.
Sul versante settentrionale la montagna scende con balze scoscese e ripidi canaloni verso la parte alta della valle di Traversagn, mentre sul versante meridionale la pendenza è inferiore e più regolare, con due ampi anfiteatri, uno compreso tra la costa Sebolet e la costa Pratolungo, l'altro tra quest'ultima ed il costone che scende con direzione SO dal vicino monte Reghetta.
Dal punto di vista geologico, la montagna appartiene al complesso dei calcescicti ofiolitiferi, ed è composta essenzialmente di calcescisti del Giurassico-Cretaceo nella parte sommitale e sul versante meridionale. Sulle pendici settentrionali affiorano calcari del Cretaceo, appartenenti allo stesso complesso, che si spingono fino alla faglia la cui traccia rappresenta il fondo della valle di Traversagn, e che separa questa formazione dalle quarziti del Permo-Carbonifero di Sampeyre (verrucano alpino) che costituiscono il massiccio della Marchisa.

## Ascensione alla vetta
L'accesso alla vetta è un itinerario di tipo escursionistico, che si sviluppa su traccia di sentiero sul versante meridionale, risalendo la costa Sebolet fino alla quota 3003 e da lì procedendo sotto cresta sul versante della valle Maira fino alla vetta.
La vetta è più frequentata d'inverno, quando il suo accesso diventa un itinerario di sci alpinismo. Le possibilità di accesso invernale sono essenzialmente due. Una si sviluppa sul versante meridionale, seguendo circa l'itinerario estivo: partendo dal santuario della Madonna delle Grazie, nel vallone di Traversiera, si risale alla costa Sebolet, e si procede sotto cresta fino alla vetta. L'altro itinerario si sviluppa invece sul versante settentrionale, con partenza da Sant'Anna di Bellino; si risale la valle di Traversagn fin quasi al colle di Vers, ove si devia a destra per salire un canalone innevato che porta alla colletta di quota 2950, tra la quota 3003 e la vetta; da qui si raggiunge la vetta passando subito sotto cresta.

### Cartografia
- Cartografia ufficiale italiana dell'Istituto Geografico Militare (IGM) in scala 1:25.000 e 1:100.000, consultabile on line
- Sistema Informativo Territoriale della provincia di Cuneo, su base cartografica 1:10.000
- Istituto Geografico Centrale - Carta dei sentieri 1:50.000 n.6 "Monviso" e n.7 "Valli Maira-Grana-Stura"
- Provincia di Cuneo - Comunità montana Valle Maira: Carta dei sentieri scala 1:25.000 Valle Maira